# Pandémie de Covid-19 au Népal
La pandémie de Covid-19 au Népal démarre officiellement le 9 janvier 2020. À la date du 31 octobre 2022, le bilan est de 12 019 morts.

## Chronologie
Le premier cas de Covid-19 au Népal est confirmé le 23 janvier 2020 : il s'agit d'un étudiant chercheur népalais de 31 ans, rentré à Katmandou le 9 janvier 2020 depuis Wuhan, en Chine.

## Statistiques

Nombre de cas et de décès au Népal unis depuis le début de l'épidémie.